# Donghe (köping i Kina, Shanxi)
Donghe (kinesiska: 东和, 东和镇) är en köping i Kina. Den ligger i provinsen Shanxi, i den norra delen av landet, omkring 210 kilometer söder om provinshuvudstaden Taiyuan.
Genomsnittlig årsnederbörd är 637 millimeter. Den regnigaste månaden är juli, med i genomsnitt 182 mm nederbörd, och den torraste är december, med 3 mm nederbörd.